# Shigeru Kasahara
Shigeru Kasahara (jap. 笠原茂 Kasahara Shigeru; ur. 11 czerwca 1933 w prefekturze Niigata, zm. 13 listopada 1990) – japoński zapaśnik walczący w stylu wolnym. Wicemistrz olimpijski z Melbourne 1956, w kategorii 67 kg.
Złoty medalista igrzysk azjatyckich w 1954 roku.